# Недзьведзь (Нижньосілезьке воєводство)
Недзьведзь (пол. Niedźwiedź) — село в Польщі, у гміні Зембіце Зомбковицького повіту Нижньосілезького воєводства.
Населення — 637 осіб (2011).
У 1975—1998 роках село належало до Валбжиського воєводства.

## Демографія
Демографічна структура станом на 31 березня 2011 року:
|          | Загалом | Допрацездатний вік | Працездатний вік | Постпрацездатний вік |
| -------- | ------- | ------------------ | ---------------- | -------------------- |
| Чоловіки | 324     | 72                 | 219              | 33                   |
| Жінки    | 313     | 65                 | 175              | 73                   |
| Разом    | 637     | 137                | 394              | 106                  |